# دیوید پیزانتی
دیوید پیزانتی (به انگلیسی: David Pizanti) مدافع اهل اسرائیل است که از سال ۱۹۸۳ تا ۱۹۸۹ میلادی عضو تیم ملی فوتبال اسرائیل بوده و در ۳۰ بازی ملی حضور داشته است.